# 기동전사 건담 SEED ASTRAY
《기동전사 건담 SEED ASTRAY》(일본어: 機動戦士ガンダムSEED ASTRAY, きどうせんしガンダムシード アストレイ, 영어: Mobile Suit Gundam SEED ASTRAY)는 각종 매체에 게재된 TV 애니메이션 《기동전사 건담 SEED》의 공식 외전이다.

## 개요
《기동전사 건담 SEED ASTRAY 시리즈》의 첫 번째 작품으로 만화와 소설의 여러 매체들을 통해 전개되었다.

## 같이 보기
- 기동전사 건담 SEED